# Schmitten, Graubünden
Schmitten (rätoromanska Ferrera) är en ort och kommun i regionen Albula i den schweiziska kantonen Graubünden. Kommunen har 209 invånare (2023). Den ligger på en bergsterrass ovanför Landwasserflodens nedersta lopp, strax innan den mynnar ut i Albulafloden.
Schmitten var sparsamt bebyggt av rätoromaner när walser från Davos slog sig ner här på 1300- och 1400-talet, liksom i grannbyn Wiesen, och sedan dess är Schmitten tyskspråkigt.
Kyrkan byggdes under sent 1400-tal och har förblivit katolsk. Den reformerta minoriteten söker sig till kyrkan i Wiesen.
Kommunen har ingen egen skola, och dess elever är istället hänvisade till skolorna i grannkommunen Albula/Alvra.